# Engyum aurantium
Engyum aurantium là một loài bọ cánh cứng trong họ Cerambycidae.